# Diofantos

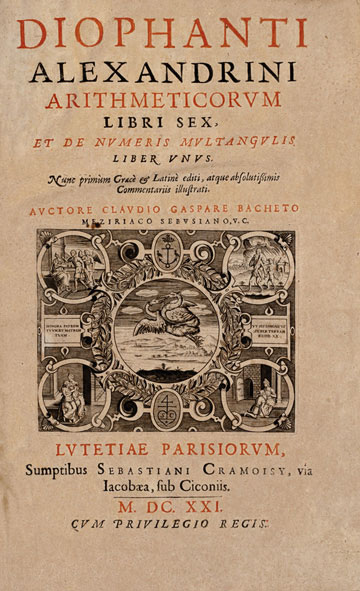
Trang tiêu đề của bản in cuốn Số học của Diofantos năm 1621, do Claude Gaspard Bachet de Méziriac dịch sang tiếng La tinh.

Diofantus xứ Alexandria (Tiếng Hy Lạp: Διόφαντος ὁ Ἀλεξανδρεύς. sinh khoảng năm 200 đến 214, mất khoảng năm 284 đến 298), đôi khi được mệnh danh là "cha đẻ của ngành đại số" (một số người cho rằng danh hiệu này nên được cùng chia sẻ với Al-Khwārizmī, người sinh sau Diofantus khoảng 500 năm), là nhà toán học xứ Alexandria và là tác giả của loạt sách có tên gọi Arithmetica (số học). Bộ sách phân tích lý thuyết đại số về số và nói về cách giải khoảng 130 bài toán. Phần lớn các bài toán này đều dẫn đến phương trình bậc nhất và bậc hai, đặc biệt là các phương trình vô định (tức là các phương trình có nhiều hơn một ẩn số) tuy nhiên bộ sách này ngày này đã thất lạc vài quyển. Ngày nay, thuật ngữ phương trình Diofantus được dùng để chỉ các phương trình vô định mà ta chỉ quan tâm đến các nghiệm nguyên của chúng mà thôi. Trong khi nghiên cứu cuốn Arithmetica, Pierre de Fermat đã kết luận rằng có một phương trình Diofantos cho rằng không có lời giải, và đã ghi chú tỉ mỉ rằng ông đã tìm thấy "một cách chứng minh đúng đắn tuyệt diệu cho mệnh đề này", đến nay có tên Định lý Fermat lớn. Điều này đã dẫn đến những tiến bộ lớn về lý thuyết số, và ngành nghiên cứu phương trình Diofantos ("hình học Diofantine") và phép xấp xỉ Diofantos vẫn là những ngành quan trọng của toán học nghiên cứu. Diofantus là nhà toán học Hy Lạp đầu tiên công nhận phân số là những con số; vì vậy ông đã chấp nhận số hữu tỷ dương làm hệ số và lời giải. Ngày nay, các phương trình Diofantos thường là các phương trình đại số có hệ số nguyên, trong đó phải tìm những lời giải là số nguyên. Diofantos cũng tạo ra các tiến bộ về ký hiệu toán học.
Diofantus cũng là người sớm dùng kí hiệu ζ (đọc là zêta) để chỉ số chưa biết với ghi chú rằng các chữ cái Hi Lạp khác cũng có thẻ dùng như vậy.